# 6時からドットコム
6時からドットコム（ろくじからドットコム）はbayfmの音楽リクエスト番組である。

## 概要
1999年から続いていたbayfmの長寿番組「ビートルズから始まる。」を継ぐ番組として2018年4月1日に「6時からドットコム」として放送開始。
リクエストという企画は前番組から踏襲しているが、前番組と異なり、スポンサーなしで放送しており、放送中は番組中盤にパーティシペーション形式でコマーシャル枠が1回設けられるのみである。2021年3月まではコマーシャルの前にbayfm Traffic Updates（交通情報）が放送されていた。
- ラジオ番組はリスナーがメールで投稿する時にラジオネームという異名を使用する事があるが、小林がDJを務める他の番組と同様、この番組ではラジオネームの使用は認められず、本名で投稿しなければならない。こちらも前番組から続いている。
- 前番組と異なり、リクエストの楽曲はどのジャンルでも受け付けている。
- 2021年4月の改編により2021年4月3日から土曜日19時台に移動して、「7時からドットコム」に番組名が変更された。

## コーナー
音楽秘話クイズ
毎週一つのアーティストと曲をピックアップして、それにまつわるヒントとなる秘話を放送して、それでクイズを出す形式。
ヒーローに何が起こったのか。
毎週一人の名人（ヒーロー）を取り上げ、その名人の悲劇、その後のエピソードを発表する。
BGMに2018年に発表された小林克也&ザ・ナンバーワン・バンドの「ナムアミダブツ IN 九品仏」のイントロを使用しており、2022年3月12日の放送で当日最後の曲として流した。
コーナーは前半パートと後半パートにわかれており、2021年4月3日の放送枠移動後は前半パート終了後、ジングルとコマーシャルを挟んで後半パートに入る。2021年3月28日までは前半パート終了後、交通情報(TRAFFIC UPDATES)とコマーシャルを挟んでいた。
繰り返しの名言
毎週小林が一つの繰り返す名言を取り上げ、それを放送している。